# Ösküi kerektemplom
Az ösküi kerektemplom a Veszprém vármegyei Öskü értékes középkori műemléke. A Bakony lábánál elterülő karsztos fennsík egyik sziklás dombját koronázza a kupolás tetejű kerek templom (rotunda), amelynek eredetéről régebben sok kalandos elméletet megfogalmaztak. Sokan azt gondolták, hogy eredetileg török mecset lett volna, vagy esetleg vártorony maradványa, sőt római eredetre is gyanakodtak.

## A templom építészete

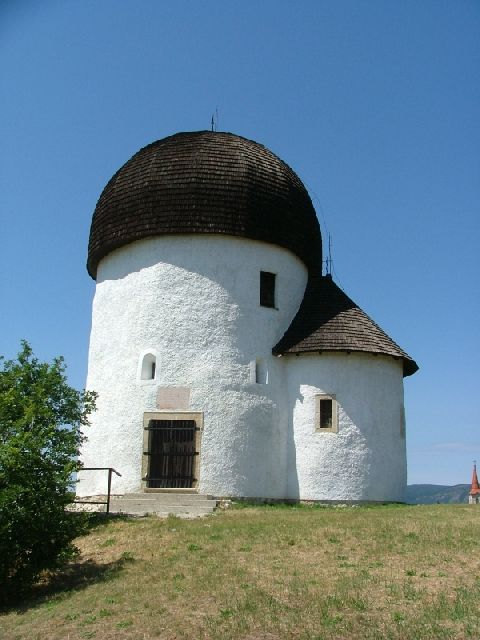
A rotunda szemből

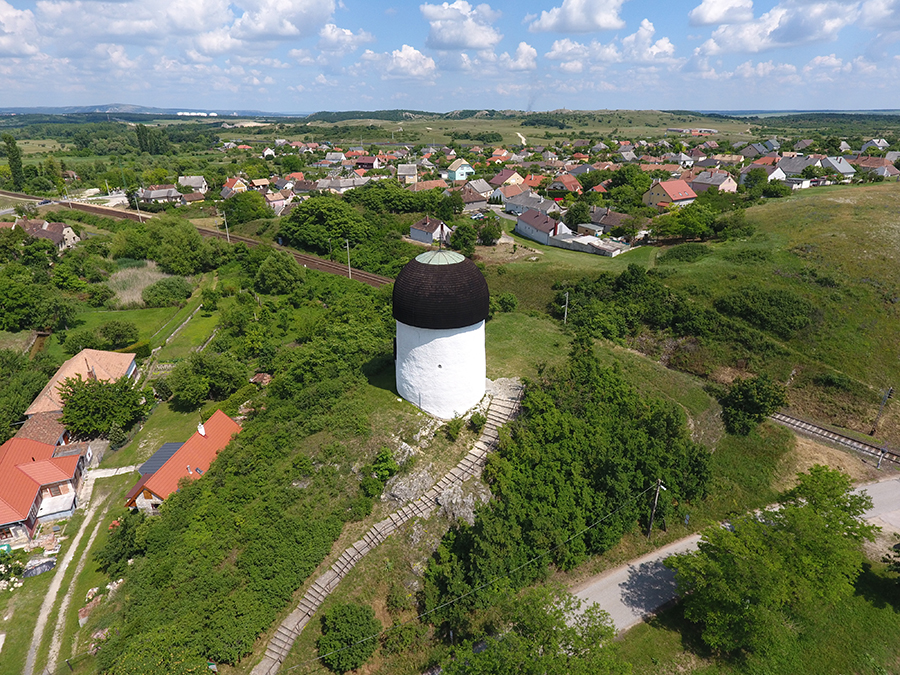
Öskü, Kerek templom és Castellum légi fotón

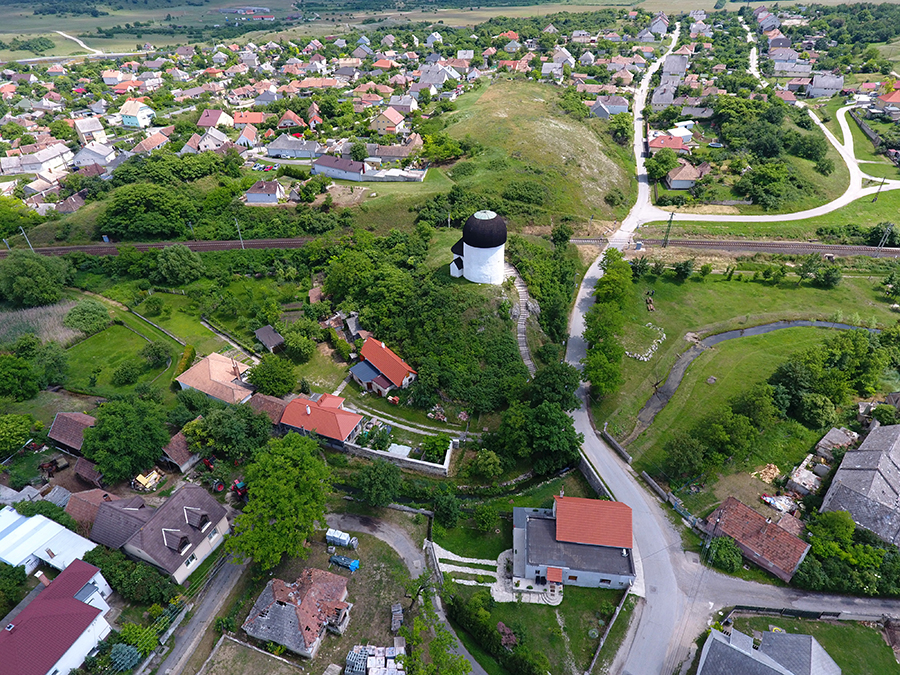
Kerek templom és Castellum légi felvételen (Öskü)

A helyreállításhoz kapcsolódó fölmérés során derült ki, hogy a templom hajója nem kör alakú, hanem ovális (átmérője csaknem 7 m), eredetileg kúp alakú lehetett a teteje. A szentélyének belső íve eredetileg patkó alakú volt, nem pedig nyújtott félköríves. Bejárata régebben is a jelenlegi helyén volt, de az ajtónyílás eredeti formája nem rekonstruálható. A déli oldalra nyílik két romanikus résablak, nyugatra egy kis körablak. A szentélynek is hasonló ablakai lehettek.
A község eredeti neve Őskő, valaha a Szalók nemzetség birtokában volt. A 15. század közepén az Újlakiak birtoka lett, akik várkastélyt is építettek a faluban. Az Árpád-kori körtemplomok egyikeként a 11. században épülhetett (az 1975/76-ban végzett műemléki helyreállítás is ezt bizonyította). Az Ujlakiak vára a domb alatti patak túlsó oldalán lévő magaslaton emelkedett. Székesfehérvár eleste (1543) után a falut elpusztították a törökök. Az új birtokos Zichyek az 1710-es évektől felvidéki szlovákokkal telepítették be a falut. A 18. század elején építették ki a jelenlegi tetőformát. 1725-ben katolikus templomként épült újjá. A gyarapodó lakosság számára kicsi lett a templom, s fölépítették a jelenlegi plébániatemplomot (1843-1847). Azóta a kerek templomot kápolnaként használják. 1909-ben középkori (15. századi eredetű) vaskulcsa a veszprémi múzeumba került.

## Képgaléria

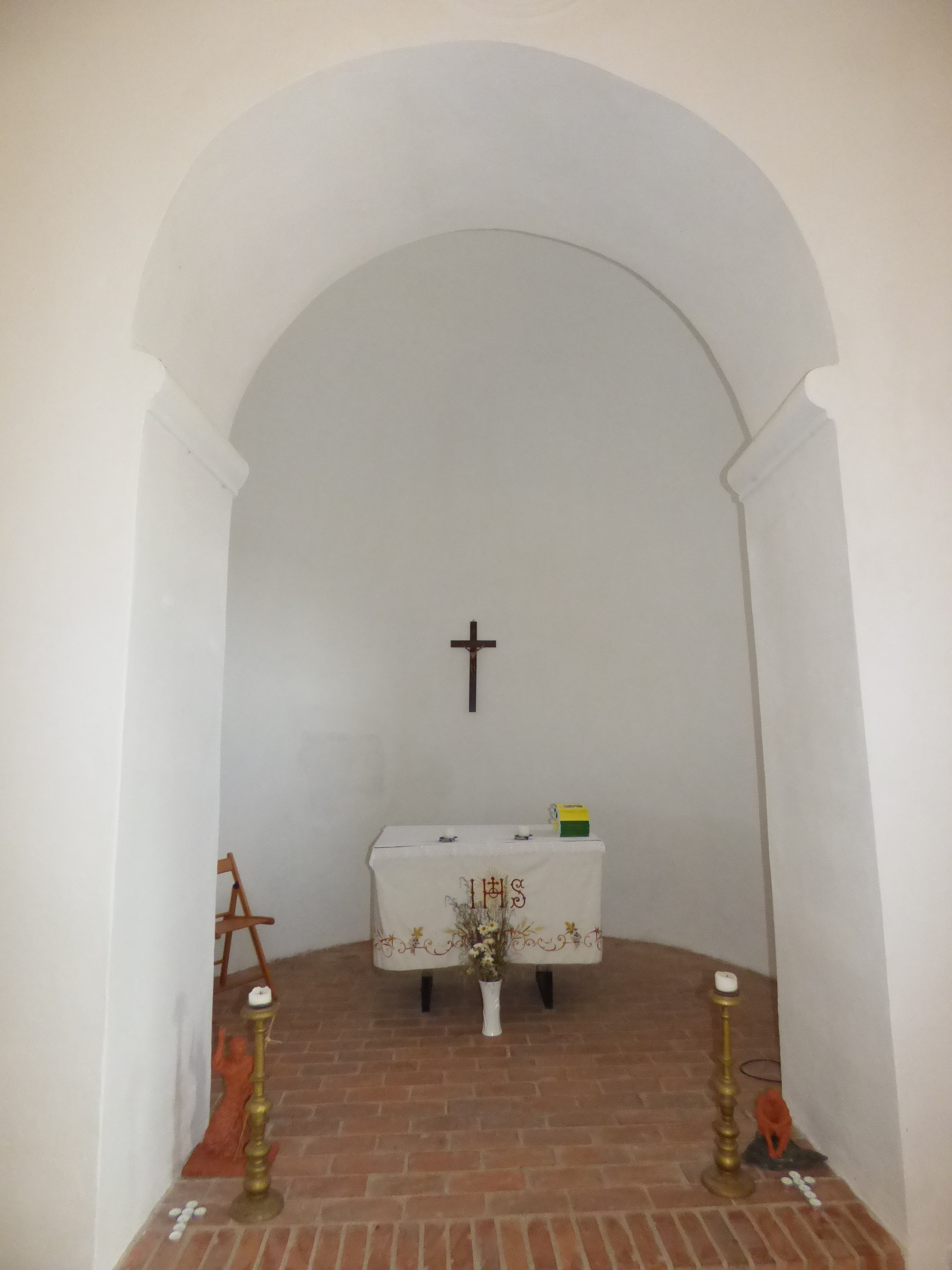
A templom belső terének egy részlete
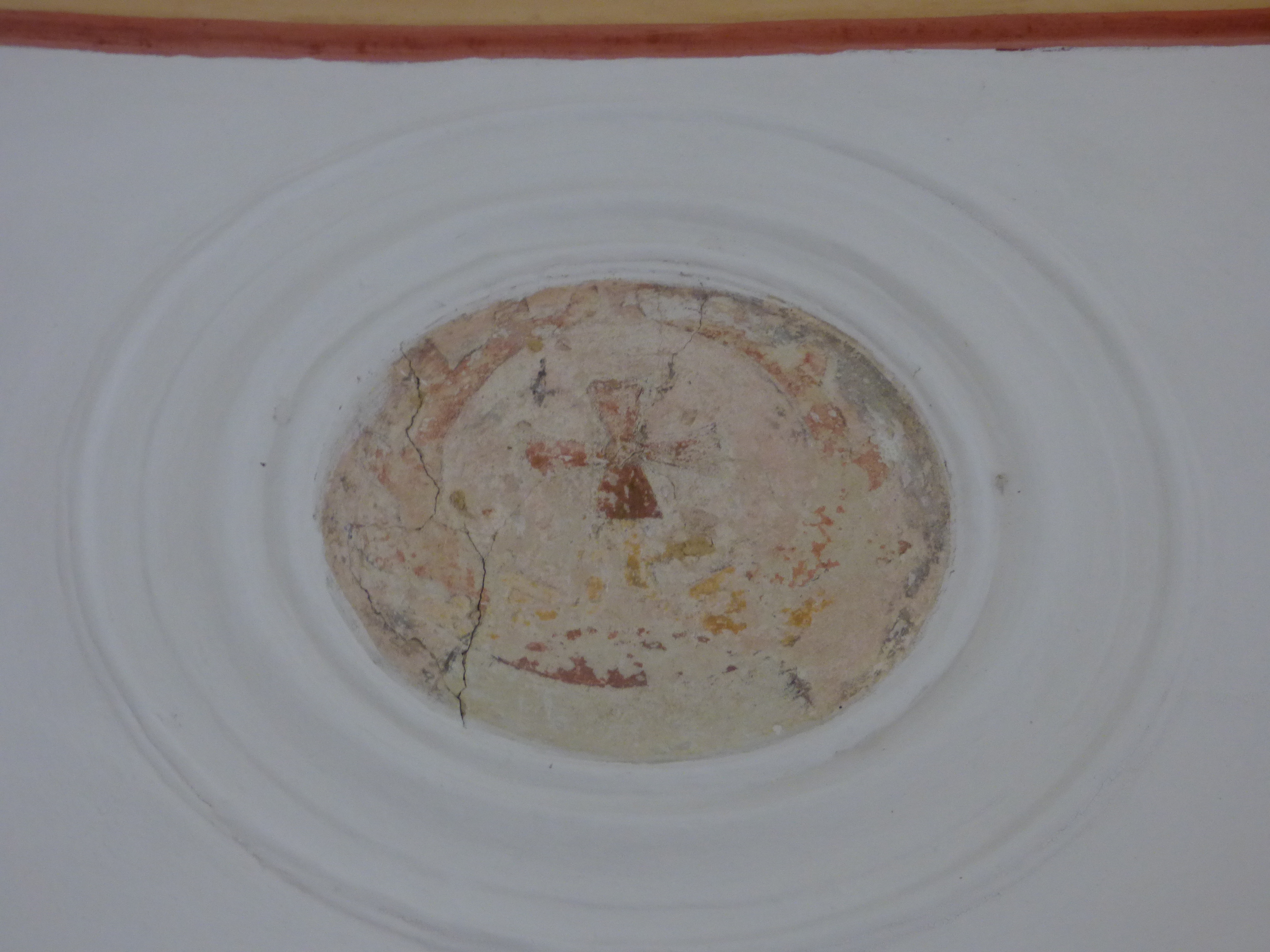
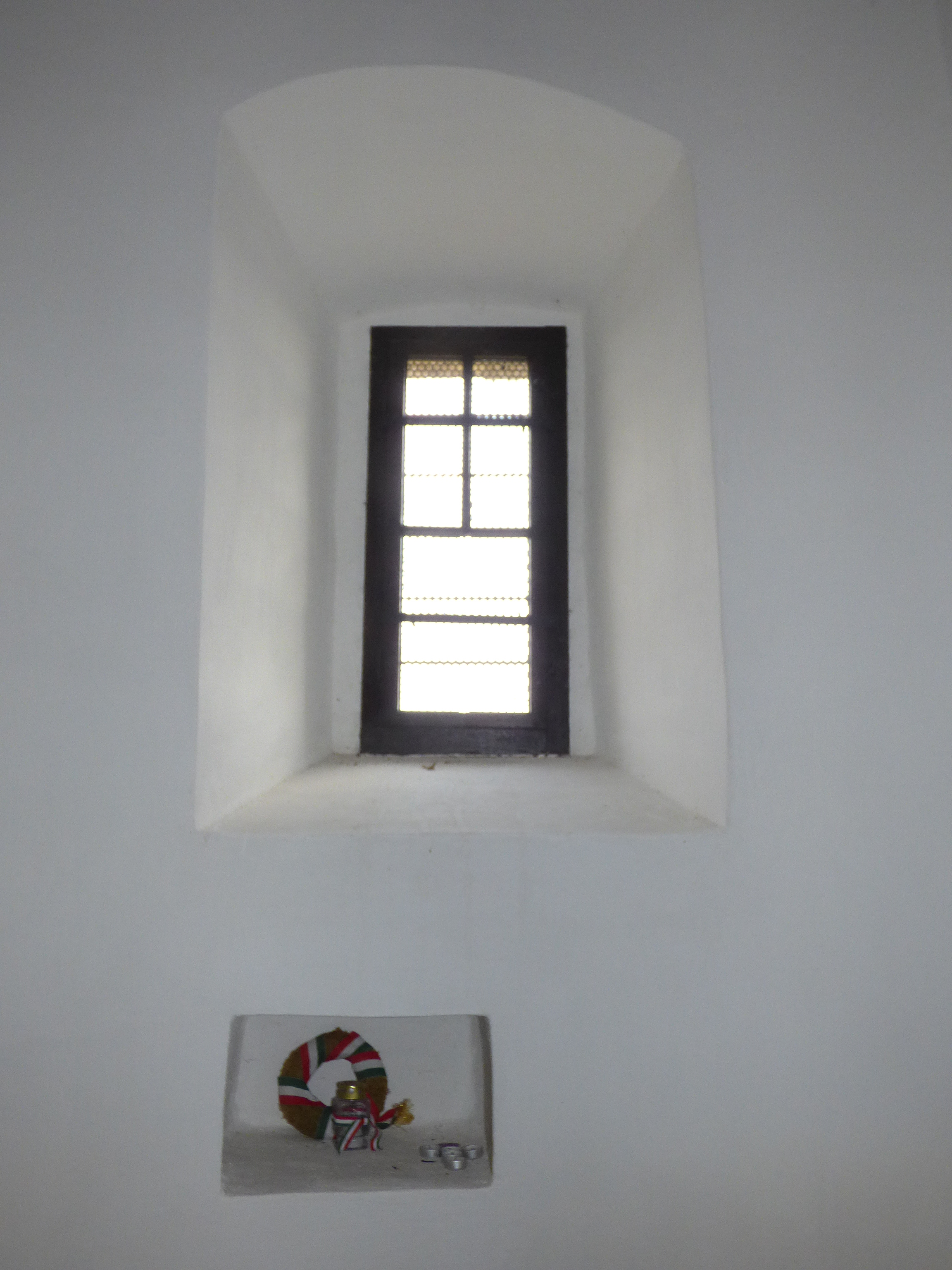
A templom egyik ablaka belülről
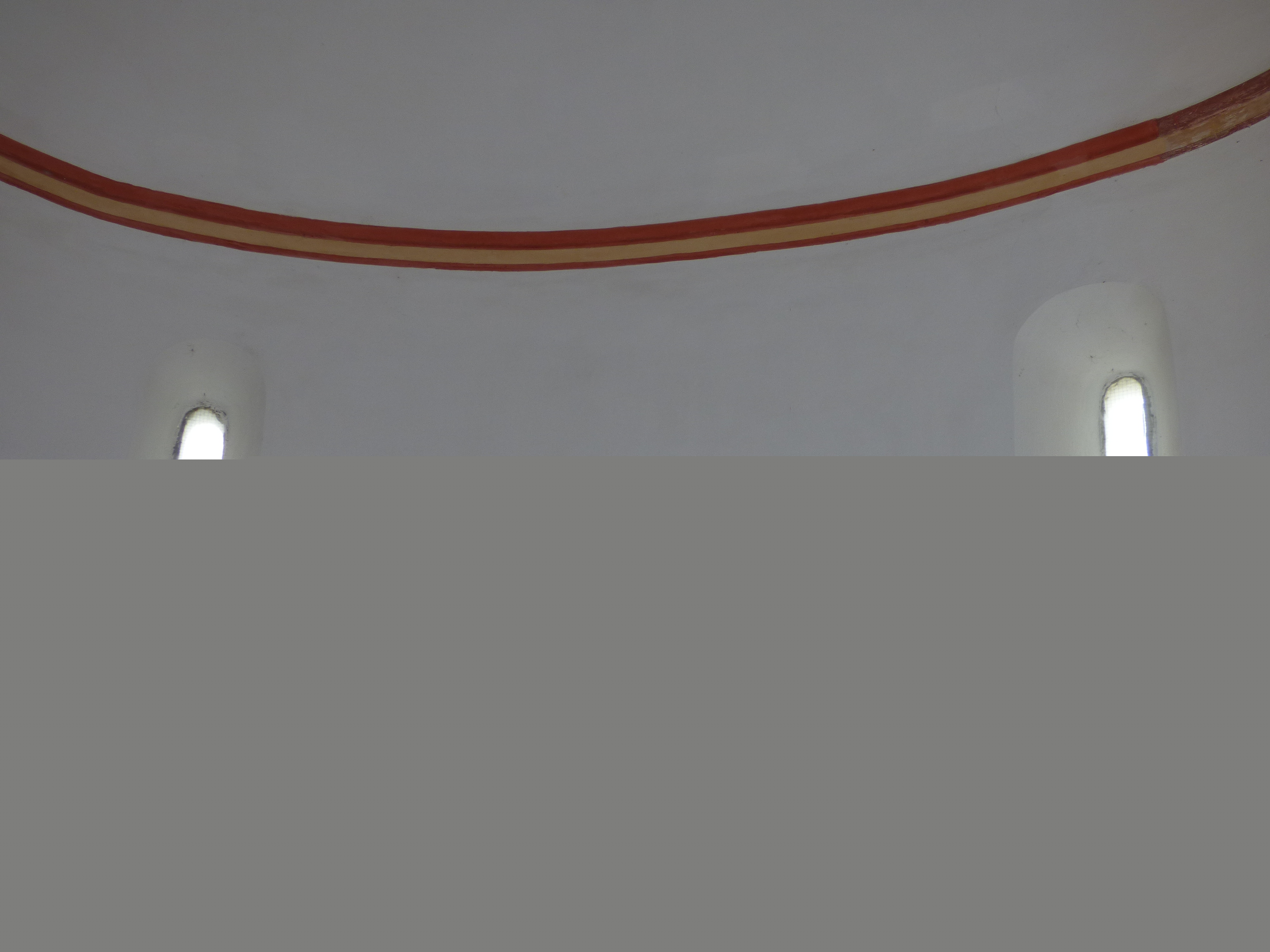
Templombelső részlete két ablaknyílással
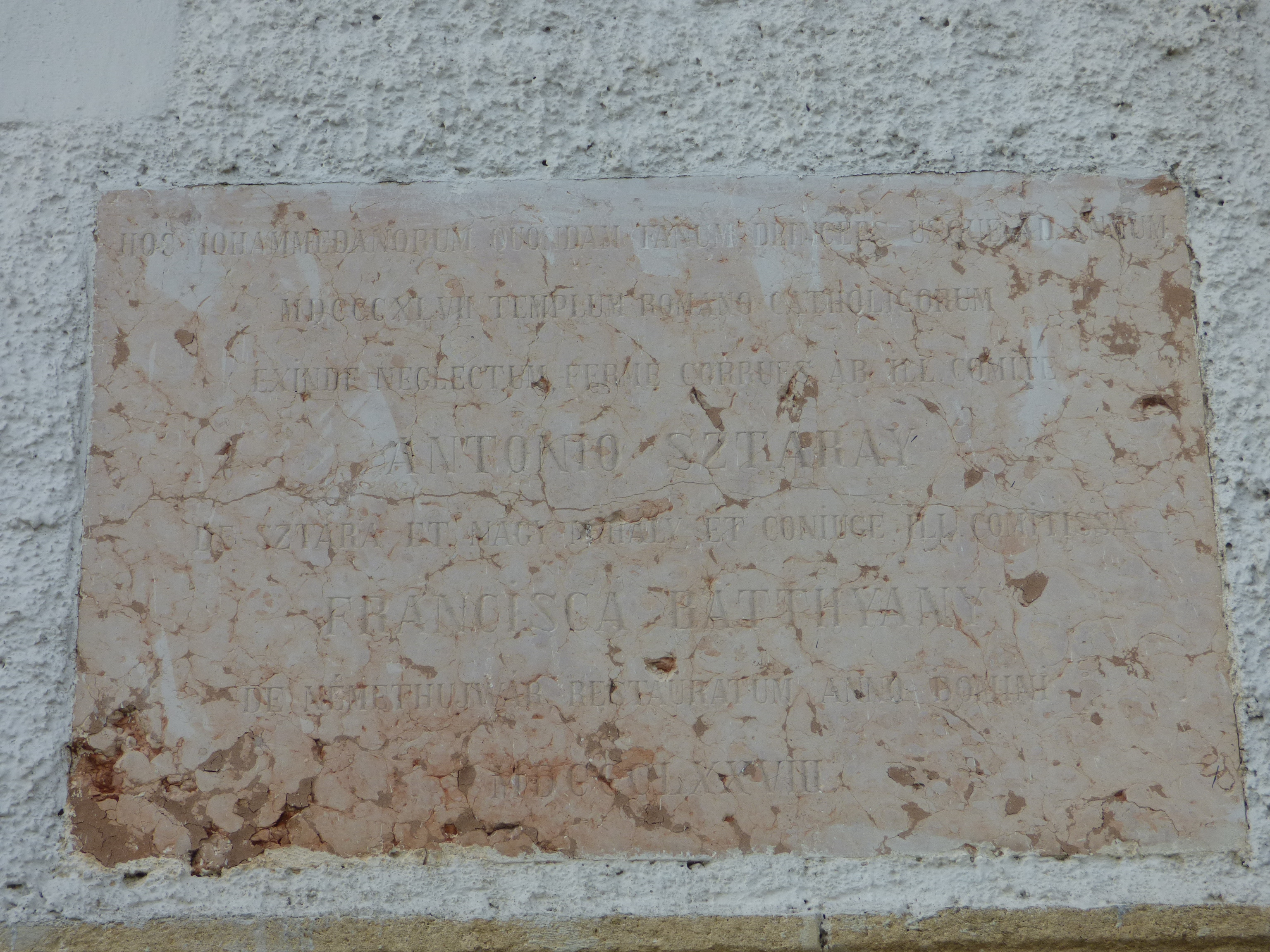
Emléktábla az ösküi kerektemplom bejáratánál

## Érdekességek
A Bors-sorozat 1968-ban forgatott első, Herskó János által rendezett Szervezzünk anarchiát! című részében a kerektemplom egy anarchisták által improvizált börtön szerepét játszotta – valós helyszínétől távol, az orosz polgárháború idején.